# Harriet Bland
Harriet Claiborne Bland-Green, ameriška atletinja, * 13. februar 1915, St. Louis, ZDA, † 6. november 1991, Fort Worth, Teksas, ZDA.
Nastopila je na Poletnih olimpijskih igrah 1936 v Berlinu, kjer je osvojila naslov olimpijske prvakinje v štafeti 4x100 m, nastopila je tudi v teku na 100 m.